# Tratatul de la Nymphaeum (1261)

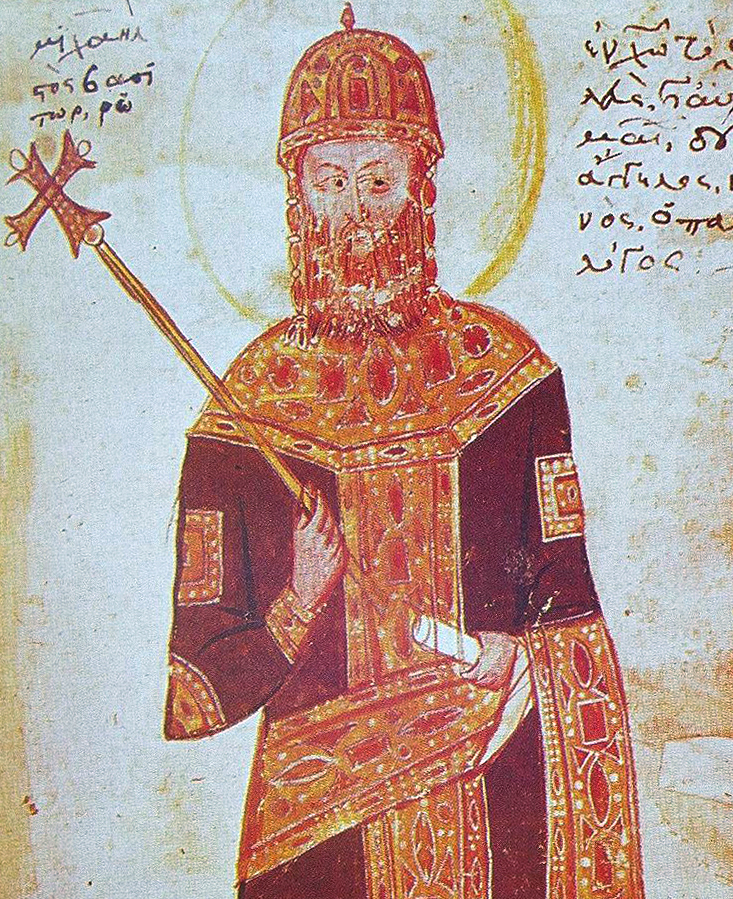
Împăratul bizantin Mihail al VIII-lea Paleologul.

Tratatul de la Nymphaeum comemorează convenția semnată în 1261 de Genova, condusă de primul căpitan al poporului Guglielmo Boccanegra⁠(d) și de împăratul bizantin Mihail al VIII-lea Paleologul (1259-1282).
Tratatul prevedea sprijinul genovezilor în recucerirea Constantinopolului de la împărații latini cu o flotă ancorată în portul capitalei bizantine, pentru a evita incursiunile venețiene dinspre mare, și angajamentul ulterior pe partea genoveză de a asigura apărarea maritimă al imperiului reconstituit.